# El Tanque
El Tanque es un municipio perteneciente a la provincia de Santa Cruz de Tenerife, en la isla de Tenerife —Canarias, España—.
La capital municipal se encuentra en el casco urbano de El Tanque, situado a 604 m s. n. m.
Es uno de los tres municipios de la isla, junto con Tegueste y Vilaflor de Chasna, que no dispone de costa.

## Toponimia
El nombre del municipio proviene de su capital, que a su vez hace alusión a un tanque o estanque que se construyó en la zona por los nuevos pobladores europeos en el siglo xvi.

## Símbolos

### Escudo
El escudo municipal fue aprobado por el Gobierno de Canarias por Orden de 1 de junio de 1988, con la siguiente organización: «Mantelado. 1º en campo de oro, un pino de sinople; 2º en campo de gules, un haz, de cinco espigas de trigo en oro; el mantel de azur con un monte de tres picos de sinople, perfilados de plata, por el que discurre un torrente hasta un estanque, al timbre, corona real cerrada.»
En cuanto a su significado, el pino alude a los bosques del municipio, las espigas a las cinco entidades de población que lo forman, el monte las diversas erupciones volcánicas que ha sufrido su territorio, el torrente la abundancia de agua, y el estanque el que existió en la zona y del que deriva el nombre del municipio.

## Geografía
Se extiende por el sector noroeste de la isla, limitando con los municipios de Garachico, Santiago del Teide y Los Silos.
El Tanque comprende una franja de terreno entre una línea que va desde Montaña Grande de Abeque hasta Piedra Alta en el Puerto de Erjos, que constituye el límite por el sur con Santiago del Teide, y el antiguo acantilado costero, por el norte. Se trata de un municipio exclusivamente de medianías y de cumbre.
Con una superficie de 23,65 km², El Tanque ocupa el puesto número 25 en extensión de la isla de Tenerife, así como el 46 de la provincia.
La mayor altitud del municipio se localiza a 1.745 m s. n. m. en el cono volcánico conocido como Montaña Grande de Abeque.
Se accede al municipio principalmente por la carretera general TF-82.

### Orografía
Topográficamente, aunque las tierras de El Tanque no presentan destacados accidentes en la zona en que se asienta la población, la pendiente media supera el 16 %, pasándose desde los 450 metros de altitud de Tanque Bajo a los 1100 de San José de Los Llanos en tan solo cuatro kilómetros. Esto determina que la característica general sea la inclinación, lo que ha obligado a la construcción de campos de cultivo a base de crear bancales, de ahí que tan sólo una parte de la superficie del municipio, que no alcanza el 15%, sea cultivable.
Por encima de Los Llanos se extiende el conjunto de volcanes de la serie III originarios de las lavas que cubrieron tanto los terrenos de El Tanque como parte de los municipios colindantes y la Isla Baja. Es el caso de las montañas del Viento, del Topo, del Banco, Baso, de los Riegos y de la Atalaya.

### Hidrografía
El término municipal se encuentra constituido por una sola cuenca hidrográfica, siendo la formada por el barranco Hondo.

### Clima
El clima de El Tanque es en general húmedo, al estar situado en su totalidad en la zona de medianías de la vertiente de barlovento de Tenerife, afectada por los vientos alisios y demás situaciones atmosféricas del norte. Las temperaturas son suaves en el Tanque Bajo, hasta donde ascienden algunas especies vegetales típicas de la zona del litoral, y relativamente frías en Los Llanos, en donde abundan las formaciones de escobón en razón a la altitud.
| Parámetros climáticos promedio de El Tanque (1982-2012) | Parámetros climáticos promedio de El Tanque (1982-2012) | Parámetros climáticos promedio de El Tanque (1982-2012) | Parámetros climáticos promedio de El Tanque (1982-2012) | Parámetros climáticos promedio de El Tanque (1982-2012) | Parámetros climáticos promedio de El Tanque (1982-2012) | Parámetros climáticos promedio de El Tanque (1982-2012) | Parámetros climáticos promedio de El Tanque (1982-2012) | Parámetros climáticos promedio de El Tanque (1982-2012) | Parámetros climáticos promedio de El Tanque (1982-2012) | Parámetros climáticos promedio de El Tanque (1982-2012) | Parámetros climáticos promedio de El Tanque (1982-2012) | Parámetros climáticos promedio de El Tanque (1982-2012) | Parámetros climáticos promedio de El Tanque (1982-2012) |
| Mes                                                     | Ene.                                                    | Feb.                                                    | Mar.                                                    | Abr.                                                    | May.                                                    | Jun.                                                    | Jul.                                                    | Ago.                                                    | Sep.                                                    | Oct.                                                    | Nov.                                                    | Dic.                                                    | Anual                                                   |
| ------------------------------------------------------- | ------------------------------------------------------- | ------------------------------------------------------- | ------------------------------------------------------- | ------------------------------------------------------- | ------------------------------------------------------- | ------------------------------------------------------- | ------------------------------------------------------- | ------------------------------------------------------- | ------------------------------------------------------- | ------------------------------------------------------- | ------------------------------------------------------- | ------------------------------------------------------- | ------------------------------------------------------- |
| Temp. máx. media (°C)                                   | 16.0                                                    | 16.4                                                    | 17.6                                                    | 18.3                                                    | 19.6                                                    | 21.6                                                    | 24.4                                                    | 25.6                                                    | 24.0                                                    | 22.3                                                    | 19.1                                                    | 17.0                                                    | 20.2                                                    |
| Temp. media (°C)                                        | 12.9                                                    | 13.3                                                    | 14.1                                                    | 14.7                                                    | 16.0                                                    | 17.9                                                    | 20.4                                                    | 21.3                                                    | 20.3                                                    | 18.7                                                    | 16.0                                                    | 14.0                                                    | 16.6                                                    |
| Temp. mín. media (°C)                                   | 9.9                                                     | 10.2                                                    | 10.7                                                    | 11.2                                                    | 12.4                                                    | 14.3                                                    | 16.5                                                    | 17.0                                                    | 16.7                                                    | 15.1                                                    | 13.0                                                    | 11.0                                                    | 13.2                                                    |
| Precipitación total (mm)                                | 73                                                      | 56                                                      | 52                                                      | 27                                                      | 14                                                      | 5                                                       | 1                                                       | 2                                                       | 11                                                      | 47                                                      | 89                                                      | 93                                                      | 470                                                     |
| Fuente: Climate-data.org                                |                                                         |                                                         |                                                         |                                                         |                                                         |                                                         |                                                         |                                                         |                                                         |                                                         |                                                         |                                                         |                                                         |

### Flora y vegetación
Gran parte de la vegetación natural del municipio ha desaparecido por la acción humana. Sin embargo, aún se conservan formaciones de granadillos Hypericum canariense y leña negra Rhamnus crenulata en torno a los acantilados bajo la localidad y que son muestras de las antiguas formaciones de bosques termófilos de las islas. Zonas de fayal-brezal se encuentran por todo el territorio a partir de los 600 metros de altitud. Esta formación se entremezcla con plantaciones de Pinus radiata a partir de los 1000 metros, cota a la que comienzan a aparecer también repoblaciones de pino canario Pinus canariensis, mientras que en el área oriental del municipio, entre los 500 y 900 metros, se encuentran plantaciones de Pinus halepensis. En el área de cumbres sobresalen las comunidades de escobón Chamaecytisus proliferus.

### Espacios protegidos
El municipio cuenta con parte de los espacios protegidos del parque rural de Teno, del parque natural de la Corona Forestal, de la reserva natural especial del Chinyero, del paisaje protegido de los Acantilados de La Culata y del sitio de interés científico de Interián.
Todos estos espacios se incluyen asimismo en la Red Natura 2000 como Zonas Especiales de Conservación. Por su parte, la superficie de los parques rural y natural, así como de la reserva natural especial, están declaradas además Zonas de Especial Protección para las Aves.
El municipio cuenta también con el monte de utilidad pública denominado Pinar.

## Historia

### Etapa guanche: antes del sigloxv
La zona del municipio de El Tanque estaba poblada por los guanches, perteneciendo el territorio al reino o menceyato de Daute. Sin embargo, dada la altitud a la que se encuentra el municipio, el área presentaba en esta época una escasa densidad de población, siendo más bien lugar de paso durante la trashumancia de los ganados.

### Conquista y colonización europeas: siglosxvyxvi
Tras la definitiva anexión de la isla a la Corona de Castilla en 1496, el núcleo de El Tanque comienza a surgir hacia 1540 en torno a la ermita de San Antonio de Padua construida en esa fecha.
El Tanque perteneció inicialmente en lo eclesiástico y en lo civil al denominado partido o beneficio de Daute, que aglutinaba los lugares de esta parte de la isla.

### Antiguo Régimen: siglosxviiyxviii
Hacia principios del siglo xvii El Tanque comienza a contar con alcalde real, mientras que la parroquia se crea en 1642.
El historiador Juan Núñez de la Peña describe el lugar de la siguiente forma:

El Tanque. El lugar del Tanque está en lo alto de Garachico, cerca de él tiene muchas viñas de malvasias, cogense de todos frutos, tiene buena parroquia, con su cura, hay alcalde, allí acuden los escribanos de Garachico cuando hay que hacer.
Juan Núñez de la Peña, 1676.

Del 5 al 14 de mayo de 1706 tiene lugar la erupción del volcán de Montaña Negra o de Trebejo que afectó a gran parte de las tierras del lugar y cegó el puerto de Garachico. Las lavas destruyeron asimismo la primitiva ermita de El Tanque.
José de Viera y Clavijo, en su obra Noticias de la historia general de las Islas Canarias, dice:

TANQUE. Este lugar, que padeció mucho daño por el volcán de 1705, es una tierra infeliz de mal país y ladera. Está sobre Garachico. Su iglesia, aunque pequeña, aseada, con cura provisión del obispo. Tiene 846 personas de vecindario, algunas en los pagos del Granero, Llanos de Jós y la Rosa Vieja. Hay una ermita.
José de Viera y Clavijo, 1772-1773.

## Demografía
El Tanque cuenta con una población de 2787 habitantes (INE 2024).
| Gráfica de evolución demográfica de El Tanque entre 1842 y 2021 |
| |
| Población de derecho según los censos de población del INE Población de hecho según los censos de población del INEEn estos censos se denominaba Tanque: 1842, 1857, 1860, 1877, 1887, 1897, 1900, 1910, 1920, 1930, 1940, 1950, 1960, 1970, 1981 y 1991 |

La casi totalidad de los habitantes mayores de 40 años de Los Llanos, Ruigómez, Erjos o el propio Tanque, ha trabajado en Venezuela. Consecuencia de ello, la población ha pasado de 2 099 habitantes en 1940 a 2 273 en 1981, habiendo experimentado una tasa anual de crecimiento acumulado de tan solo el 0,19 %. Una población compuesta fundamentalmente por mayores, pues los jóvenes han emigrado, y los que aún residen en el municipio trabajan fuera, en Puerto de la Cruz o en los municipios del sur de la isla.[cita requerida]
A 1 de enero de 2020 El Tanque tenía un total de 2 852 habitantes, ocupando el antepenúltimo puesto en número de habitantes de la isla de Tenerife y el 42.º de la provincia de Santa Cruz de Tenerife, así como el 73.º de la comunidad autónoma de Canarias.
La población relativa era de 120,59 hab./km².
Por sexos contaba con 1 380 hombres y 1 472 mujeres.
Del análisis de la pirámide de población se deduce que:
- La población comprendida entre 0 y 14 años era el 14 % (388 personas) del total;
- la población entre 15 y 64 años se correspondía con el 67 % (1 898 pers.);
- y la población mayor de 65 años era el 20 % (566 pers.) restante.

En cuanto al lugar de nacimiento, el 80 % de los habitantes del municipio (2 295 personas) eran nacidos en Canarias, de los cuales el 63 % (1 457 pers.) había nacido en el propio municipio, el 35 % (807 pers.) en otro municipio de la isla y un 1 % (31 pers.) procedía de otra isla del archipiélago. El resto de la población la componía un 2 % (45 pers.) de nacidos en el resto de España y un 18 % (512 pers.) de nacidos en el Extranjero, mayoritariamente en Venezuela.
| Entidad singular              | Habitantes |
| ----------------------------- | ---------- |
| Erjos del Tanque              | 164        |
| Ruigómez                      | 387        |
| San José de los Llanos        | 566        |
| El Tanque (capital municipal) | 1 735      |
| Total                         | 2 852      |

## Economía
La actividad económica de los tanqueros ha venido siendo hasta hace poco tiempo exclusivamente la agrícola, ligada sobre todo a la agricultura de medianías. El cultivo de la papa, los cereales y la viña en las tierras más bajas, así como las forrajeras para la ganadería, han ocupado la mayor parte del tiempo de los habitantes durante siglos. Se trata de una agricultura de subsistencia, pobre, con muy bajos rendimientos por unidad de superficie, consecuencia del arcaísmo de las técnicas, la fragmentación y dispersión tanto parcelaria como de la propiedad, el secano y la inexistente introducción de nuevos cultivos. Un fenómeno común que define a los tanqueros, es la emigración.[cita requerida]

## Administración y política

### Gobierno municipal
El Tanque está regido por su Ayuntamiento, formado por once concejales.
| Periodo   | Nombre                       | Partido | Partido                                      |
| --------- | ---------------------------- | ------- | -------------------------------------------- |
| 1979-1983 | Federico Pérez Hernández     |         | Unión de Centro Democrático (UCD)            |
| 1983-1987 | Federico Pérez Hernández     |         | Alianza Popular (AP)                         |
| 1987-1995 | Federico Pérez Hernández     |         | Agrupación Tinerfeña de Independientes (ATI) |
| 1995-1997 | Pablo Estévez González       |         | Partido Socialista Obrero Español (PSOE)     |
| 1997-1999 | Faustino Alegría Hernández   |         | Coalición Canaria (CC)                       |
| 1999-2001 | Jesús Antonio Fariña Suárez  |         | Partido Popular (PP)                         |
| 2001-2003 | Pablo Estévez González       |         | Partido Socialista Obrero Español (PSOE)     |
| 2003-2011 | Faustino Alegría Hernández   |         | Coalición Canaria (CC)                       |
| 2011-2021 | Román Antonio Martín Cánaves |         | Partido Socialista Obrero Español (PSOE)     |
| 2021-2023 | María Esther Morales Sánchez |         | Partido Socialista Obrero Español (PSOE)     |

| Partido político | Partido político                             | 1979   | 1983   | 1987   | 1991   | 1995   | 1999   | 2003   | 2007   | 2011   | 2015   | 2019   | 2023   |
| Partido político | Partido político                             | Ediles | Ediles | Ediles | Ediles | Ediles | Ediles | Ediles | Ediles | Ediles | Ediles | Ediles | Ediles |
|                  | Agrupación Tinerfeña de Independientes (ATI) |        |        | 8      | 7      |        |        |        |        |        |        |        |        |
|                  | Centro Canario Nacionalista (CCN)            |        |        |        |        |        |        |        | 2      | CC     |        |        |        |
|                  | Coalición Canaria (CC)                       |        |        |        |        | 5      | 5      | 5      | 6      | 5      | 2      | 2      | 2      |
|                  | Nueva Canarias (NC)-Frente Amplio (FA)       |        |        |        |        |        |        |        |        |        | 2      | 2      |        |
|                  | Partido Nacionalista Canario (PNC)           |        |        |        |        |        |        | 1      | CC     | CC     | CC     | CC     |        |
|                  | Alianza Popular (AP)-Partido Popular (PP)    |        | 9      |        |        | 1      | 1      | 1      | 0      | 2      | 0      | 0      | 1      |
|                  | Partido Socialista Obrero Español (PSOE)     |        | 2      | 3      | 4      | 5      | 5      | 4      | 3      | 4      | 7      | 7      | 8      |
|                  | Unión de Centro Democrático (UCD)            | 11     |        |        |        |        |        |        |        |        |        |        |        |

Aunque la legislatura 2011-2015 empezó con un gobierno de pacto compuesto por los concejales de CC-PNC-CCN y del PSOE, en enero de 2012 este último expulsó a los concejales nacionalistas del grupo de gobierno y pactó con el PP.

### Organización territorial
La superficie del término municipal se encuentra incluida en tres comarcas; así, sus áreas inmersas en los espacios protegidos de la Corona Forestal, del Chinyero y del parque rural de Teno pertenecen a las comarcas del Macizo Central y de Teno, mientras que el resto de la superficie de El Tanque se incluye en la Comarca de Icod-Daute-Isla Baja.
Forma parte además de la Mancomunidad de Municipios de Montaña No Costeros de Canarias.
El municipio se encuentra dividido en cuatro entidades de población:
| Denominación                  | Superficie |
| ----------------------------- | ---------- |
| Erjos del Tanque              | 0,89 km²   |
| Ruigómez                      | 7,12 km²   |
| San José de Los Llanos        | 12,87 km²  |
| El Tanque (capital municipal) | 2,87 km²   |
| Total municipio               | 23,65 km²  |

## Cultura

### Patrimonio
El Tanque conserva restos arqueológicos de la cultura guanche que han sido catalogados como Bien de Interés Cultural en la categoría de zona arqueológica.
Entre el patrimonio arquitectónico destaca la iglesia de San Antonio de Padua y algunos edificios próximos de arquitectura tradicional canaria del siglo xvii, como el antiguo ayuntamiento, la Casa de los Martelos o La Alhóndiga. También posee valor la iglesia de San José de Los Llanos, del siglo xviii. Asimismo, en el municipio se conservan muestras etnográficas ligadas a su pasado cerealista.

#### Iglesia de San Antonio de Padua

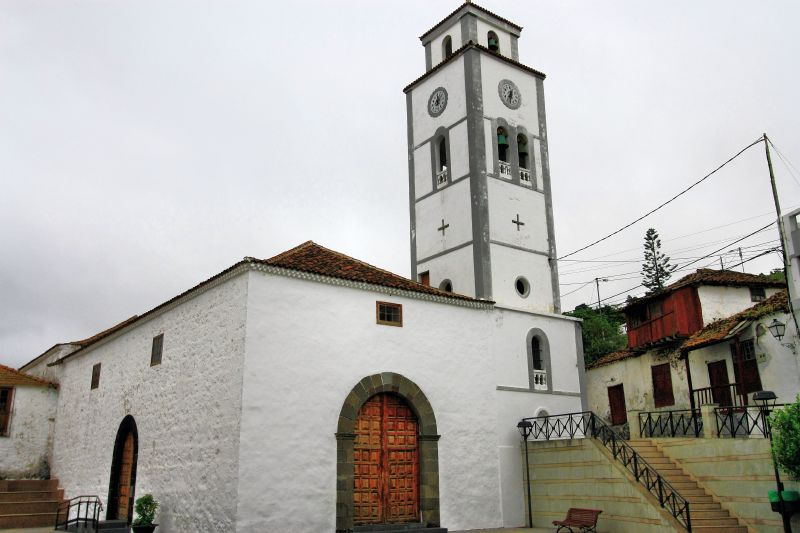
Iglesia de San Antonio de Padua

La iglesia se sitúa en el núcleo poblacional de Tanque Bajo, teniendo su origen en una ermita anterior fundada en el siglo xvi. Esta ermita fue devastada en 1706 por la erupción volcánica que también afectó al vecino municipio de Garachico. Tras esa catástrofe natural, en 1728 se inició la reconstrucción del edificio, una labor que se prolongó con notable lentitud durante las décadas siguientes. A mediados del siglo xx, la amenaza de ruina obligó a las autoridades a abordar una reforma en el conjunto, que incluyó, asimismo, la ampliación de la torre del templo. La estructura de la iglesia se conforma a partir de una única nave de planta rectangular, y una capilla mayor de planta cuadrada. En la fachada sur se ubica la capilla del Rosario, levantada hacia 1772, a la que mucho tiempo después se le agregaron la sacristía y la casa rectoral. La capilla mayor y la del Rosario están separadas de la nave mediante un arco toral de medio punto en cantería, sobre columnas de fuste liso. La cubierta es de cuatro faldones con teja árabe. La capilla mayor dispone de cubierta exterior a cuatro aguas y artesonada ochavado con perillón central y decoración geométrica y motivos florales. Está declarada Bien de Interés Cultural en la categoría de Monumento.

#### Ermita de San José
Se sitúa a las afueras de San José de Los Llanos. Se encuentra rodeada de huertas y con unas vistas al Teide espectaculares. Fue edificada en el siglo XVIII, posteriormente la construcción de la parroquia en el centro del pueblo originó su abandono, siendo restaurada en los años 80. La ermita además posee un patio semicerrado y una plaza.

#### Casa de Los Capitanes
Es una construcción de dos plantas, con el típico balcón cerrado y cubierta de teja árabe. Es una casa que muestra, de manera excelente, la arquitectura tradicional canaria. Data del siglo XVIII. Su nombre proviene del uso que se le daba antiguamente, pues albergaba las milicias de Garachico destinadas en esta zona.

#### Casa de Los Viudos
Fue usada en su momento por las comisiones de fiestas para preparar los adornos de papel y también se realizaban bailes en el salón más grande de la casa, denominado como Los Vegueros, dado que el dueño era de La Vega, un barrio del municipio de Icod de los Vinos. Albergó una de las primeras escuelas de El Tanque e incluso fue el lugar donde pasaba consulta el primer médico llegado al municipio.

#### La Alhóndiga
Esta construcción de dos pisos de altura, paredes de piedra y barro, cubierta a cuatro aguas de teja árabe y puertas y ventanas de madera, se fundó en el año 1625 para guardar el grano de los habitantes del lugar, protegiéndolo así de roedores e incendios, sirviendo además como moneda de cambio para afrontar gastos y realizar préstamos. Sobrevivió a la erupción del volcán Trebejo en el año 1706. Sirvió como lugar de culto tras verse afectada la iglesia de San Antonio de Padua por el mencionado volcán. Además, hasta no hace muchas décadas, fue sede del primer Ayuntamiento de El Tanque.

### Fiestas
De las fiestas de este municipio cabe destacar:
- Fiestas de San Alejo, finales de abril y 1 de mayo, con romería, que transcurre por los núcleos de Tanque Bajo y Tanque Alto.

- San Antonio de Padua, 13 de junio. Fiestas patronales en Tanque Bajo.

- Virgen del Buen Viaje, 31 de agosto. Fiestas patronales en Tanque Bajo.

- Navidad, 25 de diciembre. Escenificación del auto sacramental del nacimiento y adoración de los Reyes que data de aproximadamente de 1872, convirtiéndolo en una de las tradiciones populares belenistas más antiguas de España, un portal viviente que se celebra a las once y media de la noche del día de Nochebuena durante la misa del gallo, es decir, el 24 de diciembre, en la parroquia de San Antonio de Padua en el casco histórico, con la asistencia y participación de gente de todos los lugares de la isla de Tenerife. El día 28 se repite el acto en un escenario mayor en la plaza Virgen de Buen Viaje en el casco histórico también, el cual se hace para quienes no pudieron disfrutar de él el día 24. Todo ello gracias a la dedicación e ilusión promulgada por la Asociación Nochebuena de El Tanque, conocida ya por su trayectoria de más de 150 años.

- San Antonio Abad, el primer fin de semana tras el 17 de enero. En Tanque Alto y Los Llanos.

- Nuestra Señora del Coromoto, segundo fin de semana de septiembre. Festividad muy arraigada con los inmigrantes de esta localidad que han tenido que abandonar sus hogares para trasladarse a Venezuela.

- Cristo del Calvario, tercer fin de semana de octubre.

- San Isidro Labrador, mediados de mayo. Romería en la zona de Ruigómez.

- Virgen de Begoña, primera semana de junio. En Erjos.

- Virgen de la Milagrosa, segunda semana de octubre. En Erjos.

- San José, el 19 de marzo y el tercer fin de semana de septiembre. En Los Llanos.